# Sultan Muhammad IV Stadium
Das Sultan Muhammad IV Stadium (malaiisch Stadium Sultan Muhammad IV) ist ein Stadion in Jalan Mahmood, Kota Bharu, Kelantan, Malaysia und das Heimstadion des Kelantan FA, der in der Malaysia Super League spielt. Zurzeit ist das Stadion das größte an der Ostküste der malaysischen Halbinsel mit einer Kapazität von 22.000 Sitzplätzen und einer Spielfeldgröße von 119 Metern Länge und 100 Metern Breite.
Das Stadion ist immer ausverkauft und voll von Fans des Kelantan FA. Dafür wurde es von den Fans das Red Warriors Stadium genannt.